# William Foxwell Albright
William Foxwell Albright, ameriški jezikoslovec, orientalist, strokovnjak za Biblijo in arheolog, * 24. maj 1891, † 19. september/20. september 1971.
Rodil se je v Čilu, doktoriral na Univerzi Johnsa Hopkinsa, kjer je bil predstojnik Ameriškega središča za orientalske študije. Po odkritju znamenitih svitkov iz votlin v okolici Mrtvega morja, ki so bili skoraj 1000 let starejši od katerihkoli drugih hebrejskih tekstov, je bil prvi, ki je potrdil njihovo avtentičnost. Pozornost je vzbudil že nekaj let prej, v letu 1948, ko je dešifriral zapise na peščenih kamnih, ki so jih našli v bližini starodavnih turkiznih rudnikov, v Sinajski puščavi. 
Dejaven je bil tudi na področju raziskovanja Biblije. Ustanovil je gibanje svetopisemske arheologije, opravil pomembna arheološka izkopavanja v Izraelu in objavil številne knjige s svetopisemsko tematiko, med drugim: »Jahve«, »Biblijsko obdobje od Abrahama do Ezre«, »Arheologija Palestine: Od kamene dobe do krščanstva«. 
Njegov skupen opus obsega več kot 800 knjig in člankov. Po njem se imenuje inštitut za arheološke raziskave, del Ameriškega centra za orientalske študije v Jeruzalemu.